# Kundaliní

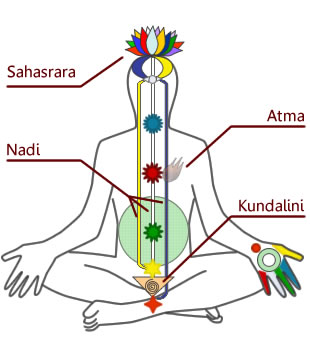
Schéma čaker a hadí síly (Kundaliní) u člověka

Kundaliní, tzv. hadí síla, je kosmická a současně lidská energie známá v hinduismu, tantrismu a v józe. Je uložena nad první čakrou (Múladhárou) v takzvaném múladháru v křížové kosti (os sacrum) a vyskytuje se zde v latentním stavu. Prostřednictvím soustav tělesných i duševních cvičení, které se liší podle jednotlivých škol, adepti usilují o její probuzení a následné vystoupání sušumnou jednotlivými čakrami s cílem dosáhnout stavu probuzení (mókša = seberealizace = sebepoznání).
Stoupání této energie bývá podle výpovědí adeptů doprovázeno pocity tělesného uvolnění, subjektivní radosti, lehkosti a klidu za současného zjemnění vnímání. Při průchodu Kundaliní šestým centrem (ádžňá čakra), oblastí, kde se kříží oční nervy, dochází vlivem Kundaliní k „pročištění vědomé pozornosti“, které je následováno plně bdělým stavem vědomí bez myšlenek (Samádhi).